# Tarnówek (Kuźnica Głogowska)
Tarnówek – przysiółek wsi Kuźnica Głogowska w Polsce, położony w województwie lubuskim, w powiecie wschowskim, w gminie Sława, przy drodze wojewódzkiej numer 318. Wchodzi w skład sołectwa Kuźnica Głogowska.
W latach 1975–1998 przysiółek administracyjnie należał do województwa zielonogórskiego.
Urodził się tu Józef Alojzy Gawrych – polski dziennikarz i działacz narodowy, żołnierz wywiadu wojskowego (Oddział II Sztabu Generalnego WP), uczestnik powstań: wielkopolskiego, warszawskiego, śląskiego organizator akcji plebiscytowej na Górnym Śląsku, polityk Stronnictwa Pracy i poseł do Krajowej Rady Narodowej (1946–1947).